# Beetlejuice (underhållare)
Lester Napoleon Green, född 2 juni 1968 i Jersey City, New Jersey, mer känd som ”Beetlejuice” (ofta förkortat till “Beetle” eller “Beet”), är en återkommande gäst i The Howard Stern Show och medlem i Sterns Wack Pack. Han har figurerat i filmer samt utfört voice-over-arbeten.
Beetlejuice är kortväxt och mäter cirka 1,30 m. Han har även mikrocefali, vilket gett honom hans karakteristiska lilla huvud i förhållande till hans redan lilla kropp. Lesters smeknamn gavs till honom då han var barn i Jersey City, New Jersey, där han bodde med sin syster Lisa. Barnen brukade retas med honom på grund av en scen i filmen Beetlejuice där en karaktär fått sitt huvud krympt.

## Filmografi
- 2001 - Bubble Boy
- 2001 - Scary Movie 2
- 2005 - True Crime: New York City (TV-spel)
- 2014 - Apartment Troubles